# Putkaste
Putkaste är en ort i Estland. Den ligger i kommunen Käina kommun och landskapet Hiiumaa (Dagö), i den västra delen av landet, 130 km sydväst om huvudstaden Tallinn. Putkaste ligger 9 meter över havet och antalet invånare är 120. Den ligger på ön Dagö.
Terrängen runt Putkaste är mycket platt.  Närmaste större samhälle är Kärrdal, 18,1 km norr om Putkaste.